# Geikie Ridge
Geikie Ridge är en bergstopp i Antarktis. Den ligger i Östantarktis. Nya Zeeland gör anspråk på området. Toppen på Geikie Ridge är 1 826 meter över havet, eller 61 meter över den omgivande terrängen. Bredden vid basen är 0,87 km.
Terrängen runt Geikie Ridge är kuperad åt sydväst, men åt nordost är den bergig.  Trakten är obefolkad. Det finns inga samhällen i närheten.